# Луцилий Младши
Луцилий Младши (на латински: Lucilius Iunior; * 6 г., Кампания) e римски конник. Той си коренспондира с около десет години по-стария Сенека в Epistulae morales ad Lucilium (124 „Писма за етиката до Луцилий“), Naturales quaestiones и De providentia.
Той е от скромен произход. Чрез своите постижения и протекцията на приятели (между другото на Корнелий Лентул Гетулик) се издига до ранга на еквите. Първо е на военна служба на Рейн, в Ориента и Африка. През 63/64 г. е прокуратор на Сицилия по времето на император Нерон.
Той изучава философските проблеми и пише стихотворения, споменати от Сенека. Вероятно е автор на стихотворението Aetna за избухването на вулкана Етна.
Има вила в Ардеа, близо до Рим.